# Kleiner Waldgärtner
Der Kleine Waldgärtner (Tomicus minor) ist ein Rüsselkäfer aus der Unterfamilie der Borkenkäfer (Scolytinae). Da er seine Brutsysteme in der Rinde der Wirtsbäume anlegt, wird er den Rindenbrütern zugerechnet.

## Merkmale
Die Käfer werden 3,5 bis vier Millimeter lang und haben einen schwarzbraunen, walzenförmigen, hinten schwach verbreiterten, glänzenden, wenig behaarten Körper. Der Kopf ist von oben sichtbar, der Halsschild ist gleichartig punktiert, breiter als lang und vorne verengt. Der Vorderrand ist gerade, nicht eingebuchtet. Die Stirn ist leicht punktiert. Der Basalrand der Flügeldecken ist mit Höckern aufgebogen und in der Mitte durch das Schildchen unterbrochen. Die Flügeldecken tragen Punktreihen. Die Zwischenräume der Punktreihen haben weit auseinanderstehende Borsten. Der zweite Zwischenraum am Absturz ist mit einer Körnchenreihe versehen. Die Glieder der länglichen Fühlerkeule sind nicht getrennt, die Fühlergeißel ist sechsgliedrig. Die Augen sind nicht nierenförmig. Die Vorderhüften liegen nahe beisammen. Die Flügeldecken, Fühler und Tarsen sind rot gefärbt.

## Verbreitung
Die Art ist in Europa verbreitet. Man findet sie häufig in der Nähe von Holzlagerplätzen, besonders wenn das Holz lange liegt.

## Lebensweise
Tomicus minor kommt an Kiefern (Pinus), seltener an Fichten (Picea) und Lärchen (Larix) vor. Er besiedelt die Rinde der Bäume. Flugzeit ist von April bis Mai. Die Altkäfer dringen nach beendetem Brutgeschäft ab Ende Mai zum Regenerationsfraß, die Jungkäfer ab August zum Reifungsfraß in die ein-, zwei-, seltener dreijährigen Triebe der Kiefer ein und höhlen diese aus. Die männlichen Käfer können stridulieren.

### Fraßbild
Zur Eiablage werden doppelarmige Quergänge von etwa sechs bis acht Zentimeter Länge angelegt, die am Anfang ein kurzes Eingangsstück aufweisen. Diese können aber bei starkem Besatz vom „Normaltyp“ abweichen. Sie verlaufen tief im Splint und befinden sich eher im dünnrindigen Stammteil, wo sie bei besonders dünner Rinde, deutlich von außen durch das Aufplatzen der Rinde über den Muttergängen zu erkennen sind. Es sind meist viele Ausbohrlöcher zu finden. Die mehrere Millimeter voneinander entfernt liegenden Larvengänge sind kurz und nur zwei bis drei Zentimeter lang. Die Puppenwiegen werden radial im Holz angelegt, sind also auch nach Abfall der Rinde gut sichtbar. Die beim Reifungs- und Regenerationsfraß ausgehöhlten Triebe weisen zur Triebbasis hin ein Einbohrloch mit Harztrichter auf. Sie sind bis zum Ausbohrloch hohlgefressen. Die Käfer wechseln die Fraßstelle mehrmals. Die ausgehöhlten Triebe bleiben grün, brechen aber meist während der Herbstwinde und -stürme ab und bedecken dann auffällig den Boden.

### Generationen und Überwinterung
Es gibt nur eine Generation im Jahr. Hauptsächlich erfolgt die Überwinterung in der Bodenstreu.

## Schadwirkung
Durch die Zweigabbrüche kann, besonders nach Nadelverlusten durch Raupenfraß von Schmetterlingsraupen wie Kiefernspinner, Kiefernspanner, Kiefernschwärmer und Larven der Blattwespen wie Kiefernbuschhornblattwespe großer Schaden entstehen. Zuwachsverluste bis Absterbeerscheinungen treten auf. Stark befallene Baumkronen sehen wie beschnitten aus, deswegen der Name „Waldgärtner“. Der Käfer scheint forstlich bedeutsamer zu sein als der Große Waldgärtner, da er mehr zu einem primären Auftreten tendiert. Er ist somit nicht unbedingt auf vorgeschädigte Kiefern angewiesen. Die tief den Splint durchfurchenden Muttergänge unterbinden den Saftstrom und können, in großer Zahl, zum Absterben des Baumes führen.

## Systematik

### Synonyme
Aus der Literatur sind für Tomicus minor folgende Synonyme bekannt:
- Dendroctonus minor Hartig 1834
- Myelophilus corsicus Eggers 1911
- Blastophagus minor var. corsicus Eggers 1911